# Spirorhynchus sabulosus
Spirorhynchus sabulosus là một loài thực vật có hoa trong họ Cải. Loài này được Kar. & Kir. miêu tả khoa học đầu tiên năm 1842.